# Speyeria eris
Speyeria eris är en fjärilsart som beskrevs av Igel 1922. Speyeria eris ingår i släktet Speyeria och familjen praktfjärilar. Inga underarter finns listade i Catalogue of Life.